# جون برات
جون برات (بالإنجليزية: John Pratt)‏ (26 يونيو 1948 في المملكة المتحدة - ) هو لاعب كرة قدم بريطاني في مركز الوسط. لعب مع توتنهام هوتسبير وبورتلاند تيمبرز.

## وصلات خارجية
- جون برات على موقع قاعدة بيانات كرة القدم.إي يو (الإنجليزية)
- جون برات على موقع عالم كرة القدم.نت (الإنجليزية)